# Zona de promesas (álbum)
Zona de promesas (Mixes 1984 - 1993) es un álbum compilado de la banda de rock argentina Soda Stereo, conformado por remixes de algunas de las canciones más representativas del grupo y una canción nueva titulada «Zona de promesas», que habían descartado  del álbum Dynamo, lanzado un año antes.
Se destacan las versiones de «Luna roja», «Sobredosis de TV» y «En la ciudad de la furia», que tuvieron grandes cambios respecto de las versiones originales. Zona de promesas (Mixes 1984 - 1993) es un álbum que, aunque no fue muy escuchado en su época, ha sido valorizado posteriormente por muchos fanes de Soda Stereo. Esto se debe en parte a que no fue reeditado con los demás álbumes de la banda en 2007, por lo que se convirtió en un disco muy raro y difícil de conseguir.
No obstante, un relanzamiento en 2012 de toda la discografía de la banda, a cargo del diario argentino La Nación, hizo que nuevamente el álbum fuera accesible a todo el público.

## Lista de canciones
| N.º   | Título                                         | Escritor(es)                                   | Duración |  |
| 1.    | «Zona de promesas»                             | Cerati                                         | 4:04     |  |
| 2.    | «Primavera 0» (Bonzo mix)                      | Cerati                                         | 3:55     |  |
| 3.    | «En la ciudad de la furia» (Dance mix)         | Cerati                                         | 7:00     |  |
| 4.    | «Nada personal» (Remix)                        | Cerati                                         | 6:58     |  |
| 5.    | «Luna roja» (Soul mix)                         | Cerati - Bosio                                 | 7:54     |  |
| 6.    | «Cuando pase el temblor» (Oid Mortales mix)    | Cerati                                         | 5:28     |  |
| 7.    | «Mundo de quimeras»                            | Cerati - Bosio - Alberti - González - Palacios | 6:44     |  |
| 8.    | «No necesito verte (para saberlo)» (Krupa mix) | Cerati - Melero                                | 5:26     |  |
| 9.    | «Sobredosis de TV» (Remix)                     | Cerati                                         | 6:28     |  |
| 10.   | «Lo que sangra (La cúpula)» (Remix)            | Cerati                                         | 6:10     |  |
| 59:58 |                                                |                                                |          |  |

## Certificaciones
| País      | Organismo certificador | Certificación | Ventas certificadas | Ref.  |
| --------- | ---------------------- | ------------- | ------------------- | ----- |
| Argentina | CAPIF                  | Oro           | 30 000              | [ 1 ] |

## Cortes de difusión
- «Zona de promesas» (1993)